# Lintonia
Lintonia es un género de plantas herbáceas perteneciente a la familia de las poáceas. Es originario del este de África tropical.

## Taxonomía
El género fue descrito por Otto Stapf y publicado en Hooker's Icones Plantarum 30: t. 2944. 1911.
Citología
Número de la base del cromosoma:  2n = 30.

## Especies aceptadas
A continuación se brinda un listado de las especies del género Lintonia aceptadas hasta mayo de 2015, ordenadas alfabéticamente. Para cada una se indica el nombre binomial seguido del autor, abreviado según las convenciones y usos.	
- Lintonia brizoides (Chiov.) C.E.Hubb.	1937
- Lintonia nutans Stapf[3]